# Teresa Pawliszcze
Teresa Pawliszcze (ur. 12 października 1963) – polska lekkoatletka, specjalizująca się w pchnięciu kulą, medalistka mistrzostw Polski.

## Kariera sportowa
Była zawodniczką Górnika Zabrze.
Na mistrzostwach Polski seniorek na otwartym stadionie zdobyła dwa medale w pchnięciu kulą – srebrny w 1985 i brązowy w 1986. 
Rekord życiowy w pchnięciu kulą: 16,67 (8.09.1985).